# Mausoleu d'Ismaïl ibn Àhmad
El Mausoleu d'Ismaïl ibn Àhmad o Mausoleu Samànida es troba al nucli urbà històric de la ciutat de Bukharà, a Uzbekistan en un parc on hi ha un antic cementiri. Aquest mausoleu, un dels llocs més reconeguts de l'arquitectura d'Àsia Central, va ser construït entre 892 i 943 per a Ismaïl ibn Àhmad, un poderós emir de la dinastia persa samànida que governà a Àsia Central i la ciutat de Bukharà entre el segle ix i el segle x. Tot i que els samànides eren governants del Gran Khorasan i la Transoxiana sota la sobirania del Califat abàssida, la dinastia ràpidament es va establir amb una independència virtual de Bagdad. A més d'Ismaïl ibn Àhmad, el mausoleu alberga les restes de son pare Àhmad i del seu nebot Nasr II, així com d'altres membres de la dinastia samànida.

## Significat
El fet que l'ortodòxia sunnita prohibís la construcció de mausoleus als indrets de soterrament accentua el significat del mausoleu samànida, que és el monument més antic de l'arquitectura islàmica a Àsia Central i l'únic monument que ha sobreviscut de l'època samànida. Aquest mausoleu podria ser una de les excepcions més antigues a aquesta restricció religiosa ortodoxa en la història de l'arquitectura islàmica.
El santuari es considera un dels monuments més antics de Bukharà. Es diu que en l'època de la invasió de Genguis Kan, el santuari ja era enterrat en el llot de les inundacions. Així, quan les hordes mongoles ocuparen Bukharà, el santuari no va ser pas destruït. El lloc el va redescobrir al 1934 l'arqueòleg soviètic V. A. Shishkin, i es va trigar dos anys a excavar-lo.
El santuari ha estat considerat sagrat pels habitants autòctons, i els pelegrins plantejarien dilemes i preguntes a un mul·là que respondria des de darrere d'una paret per a conservar l'anonimat. El santuari fou en el passat un edifici central d'un vast cementeri on s'enterraren fins i tot els antics emirs de Bukharà.

Durant l'època soviètica, es pavimentà el cementeri local, i es va construir un parc d'oci al costat del santuari, que encara funciona. Es feu també un parc per a envoltar el santuari.

Vistes de l'exterior
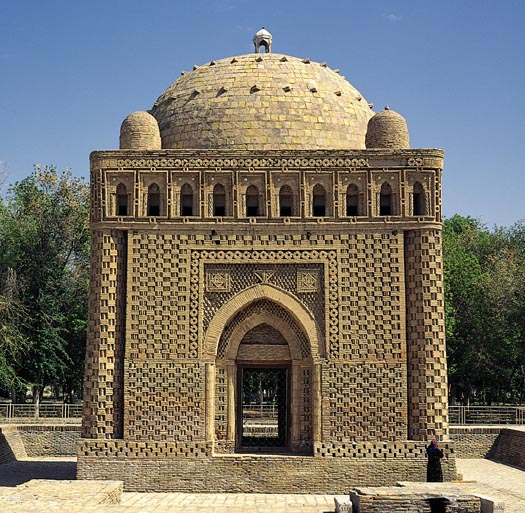
Vista d'una de les quatre façanes idèntiques
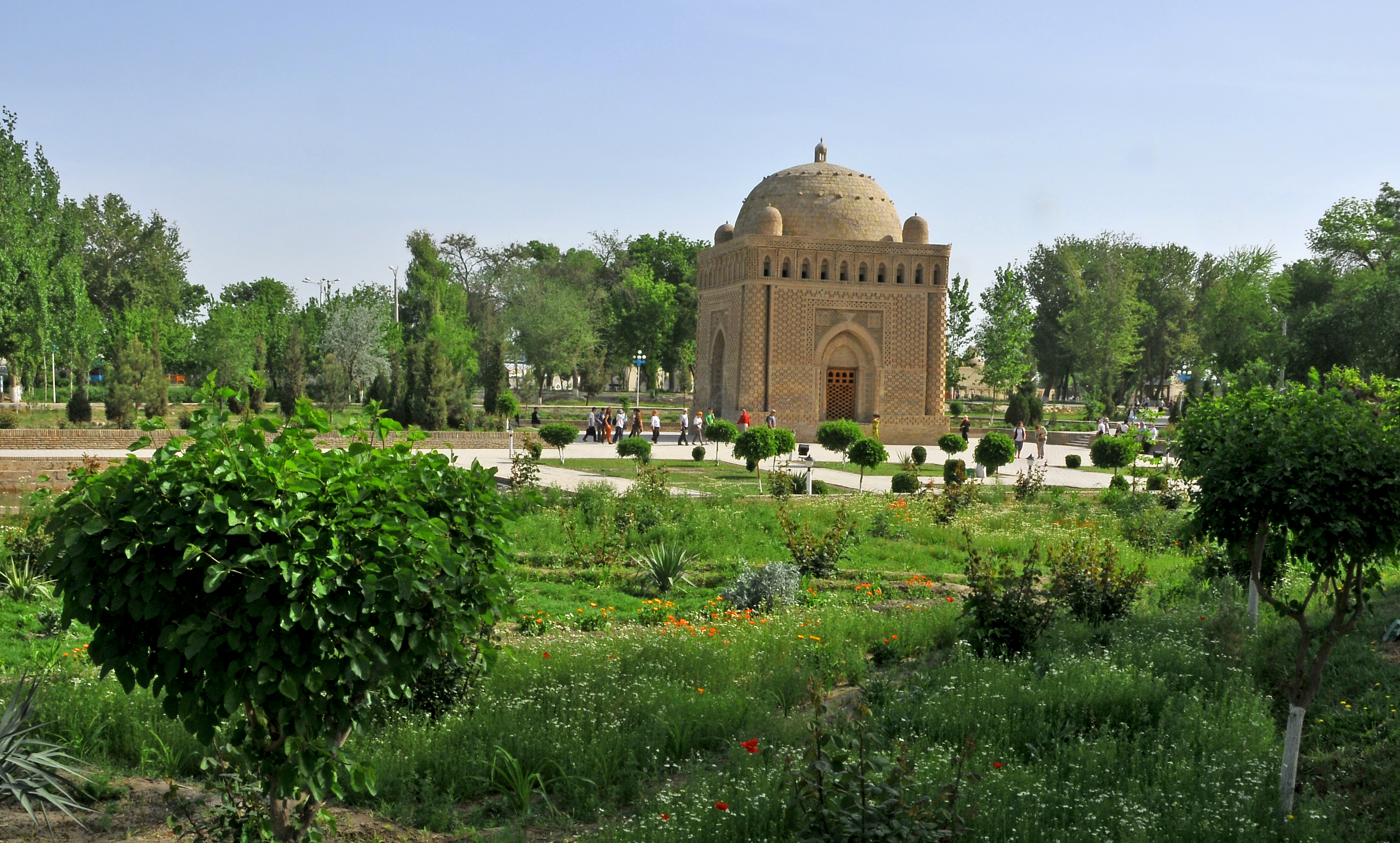
L'edifici enmig dels jardins que l'envolten
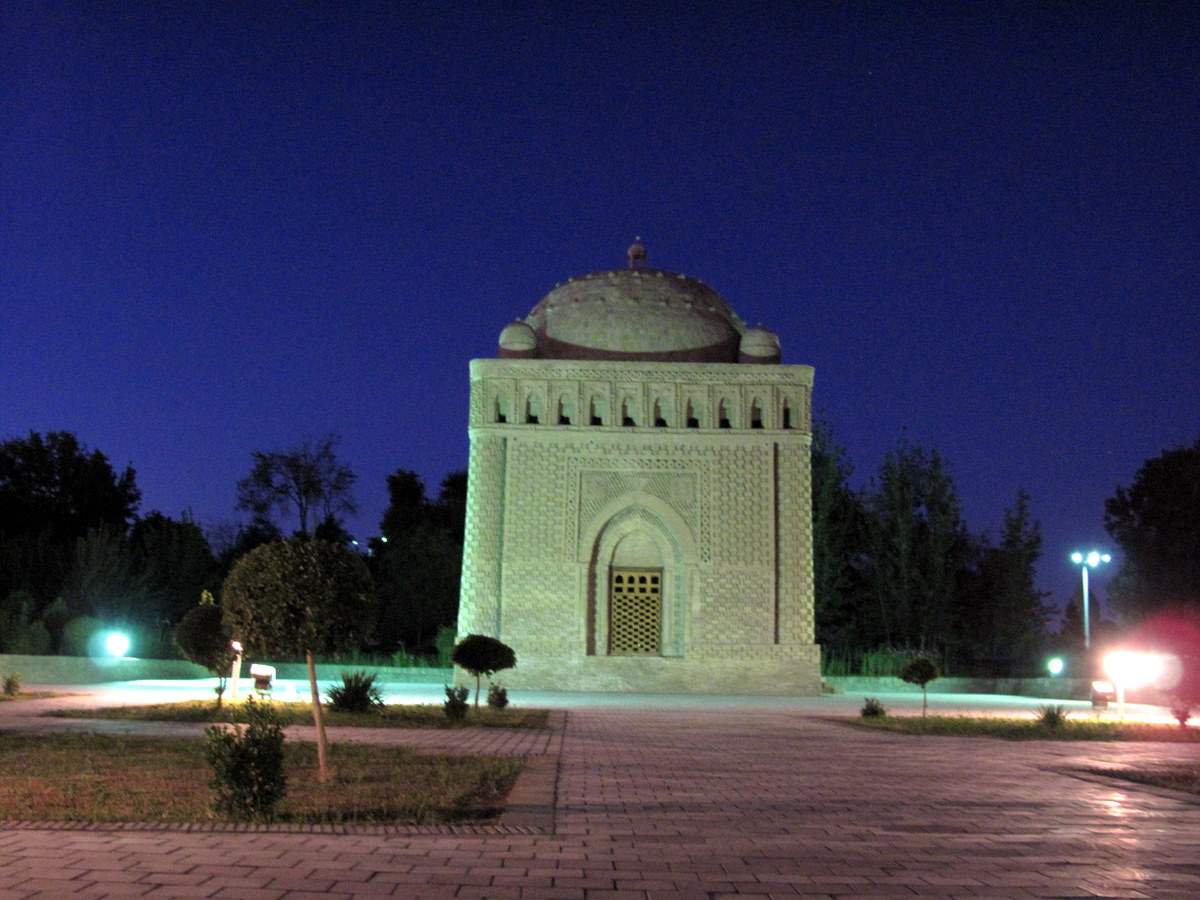
Vista nocturna

## Arquitectura

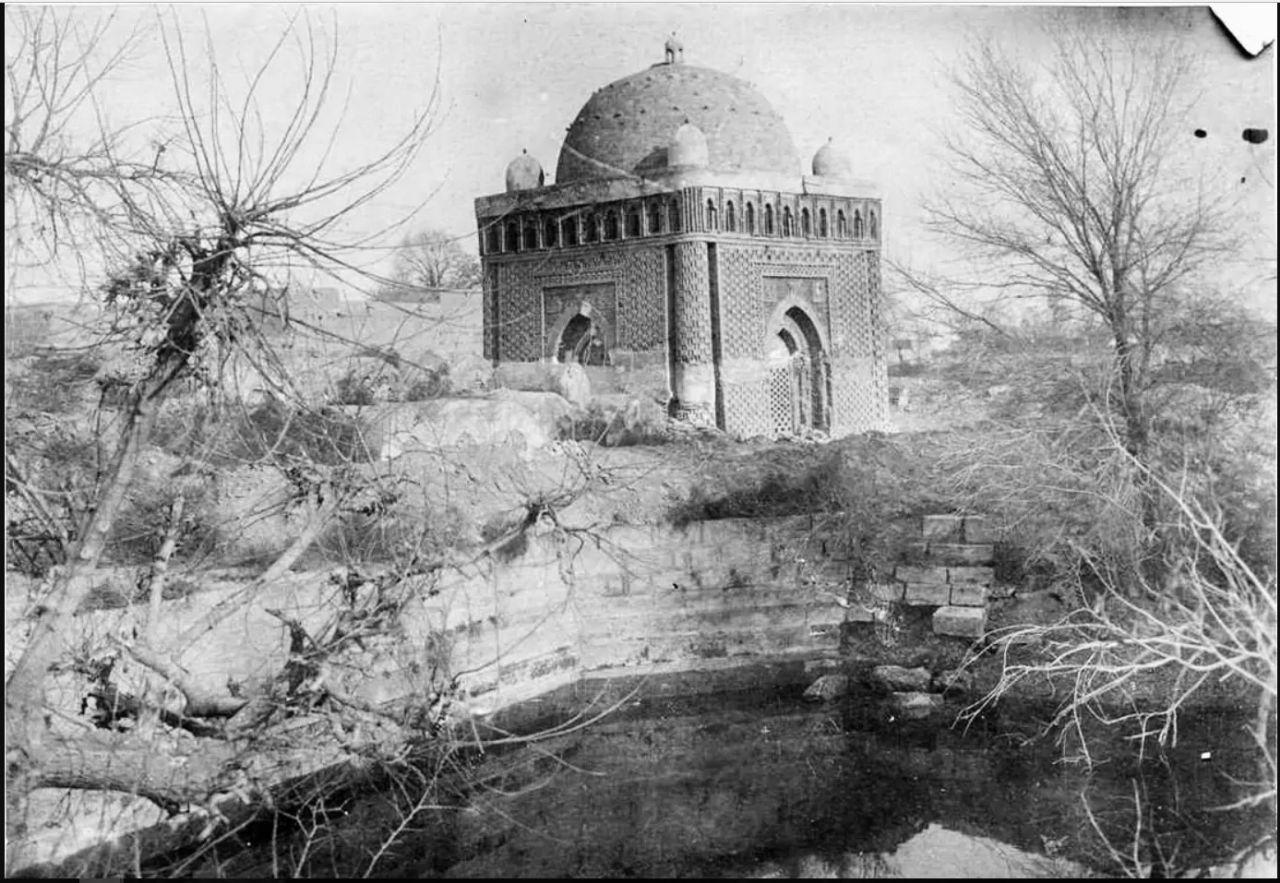
Fotografia de Paul Nadar (1890)

El monument marca una nova era en el procés de l'arquitectura del centre d'Àsia i Pèrsia, que va reviscolar després de les conquestes àrabs de la regió. L'estructura en general és feta de manera semblant als antics temples de foc perses, coneguts com chartaqi. Els arquitectes continuaren utilitzant una antiga tradició de construcció en rajola cuita, però amb un estàndard molt més elevat del que s'havia vist abans. L'indret és únic pel seu estil arquitectònic, que combina motius zoroastrians de les cultures nadiues, sogdiana i sassànida, així com motius islàmics provinents d'Aràbia i Pèrsia.
La façana de l'edifici és coberta de rajola intricadament decorada, amb pautes circulars que recorden el sol, una imatge habitual en l'art zoroastrià de la zona en aquella època que recorda el déu zoroastrià Ahura Mazda, a qui es representa típicament amb el foc i la llum. La forma de l'edifici és cuboide, com la Kaba de La Meca, mentre que els pesats contraforts dels cantons deriven d'estils arquitectònics sogdians. L'estil sincrètic del santuari reflecteix els segles IX i X, una època en què l'àrea encara tenia grans grups de població zoroastriana, que havien començat a convertir-se a l'islam llavors.

L'alçada del santuari és si fa no fa de deu metres i mig, amb quatre façanes dissenyades de la mateixa forma, que suaument s'inclinen cap a dins conforme van guanyant alçada. Els arquitectes n'inclogueren quatre trompes —voltes truncades semicòniques que sobreïxen en volada dels murs, cosa que permet la transició del quadrat al cercle—, sobre les quals es disposa la cúpula. El disseny de «quatre arcs» de l'edifici fou adoptat en diversos santuaris d'Àsia central. A la part alta de cada costat del santuari hi ha deu finestres menudes que ventilen l'interior del mausoleu.

Detalls de l'exterior
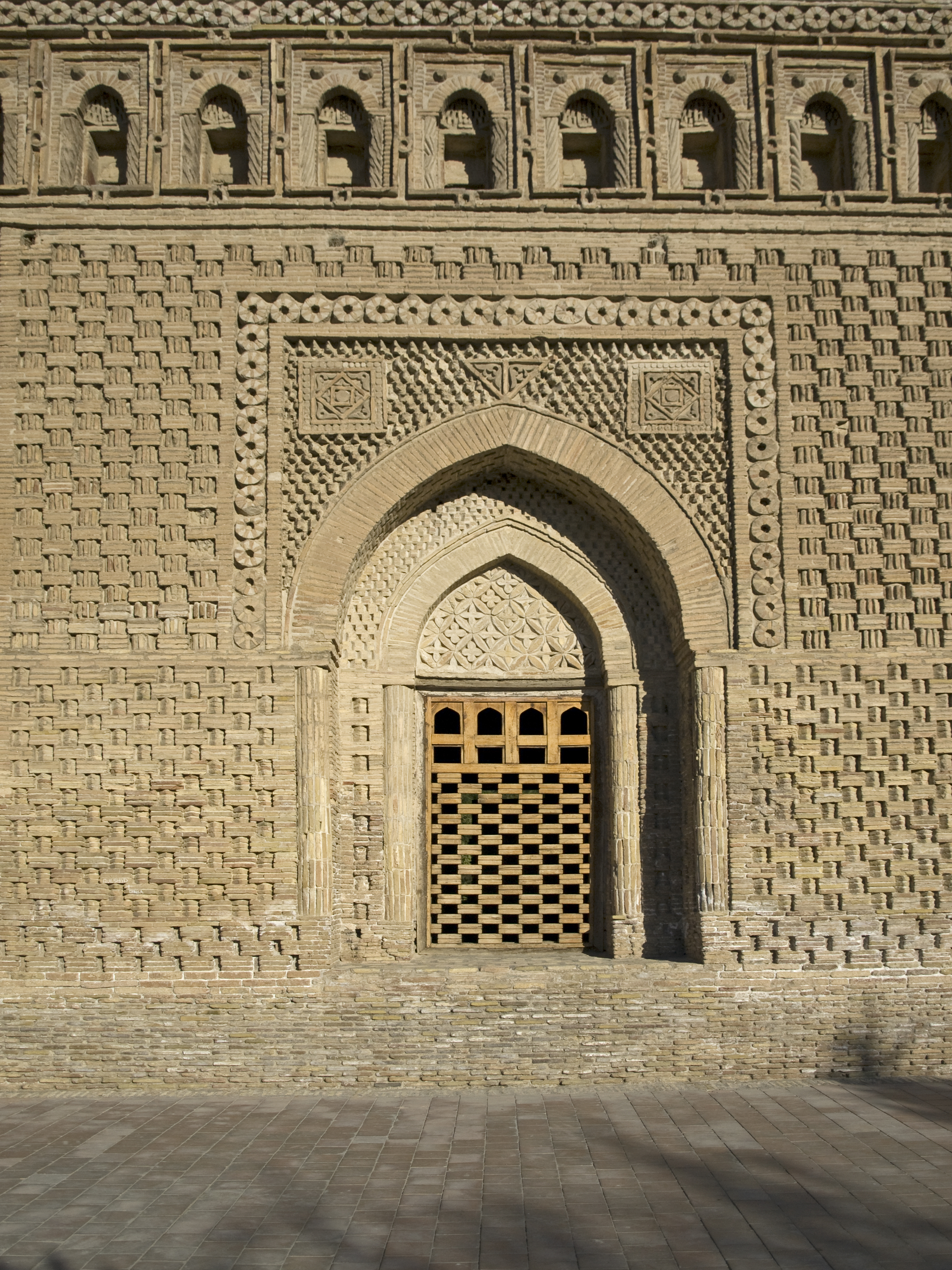
Porta d'entrada
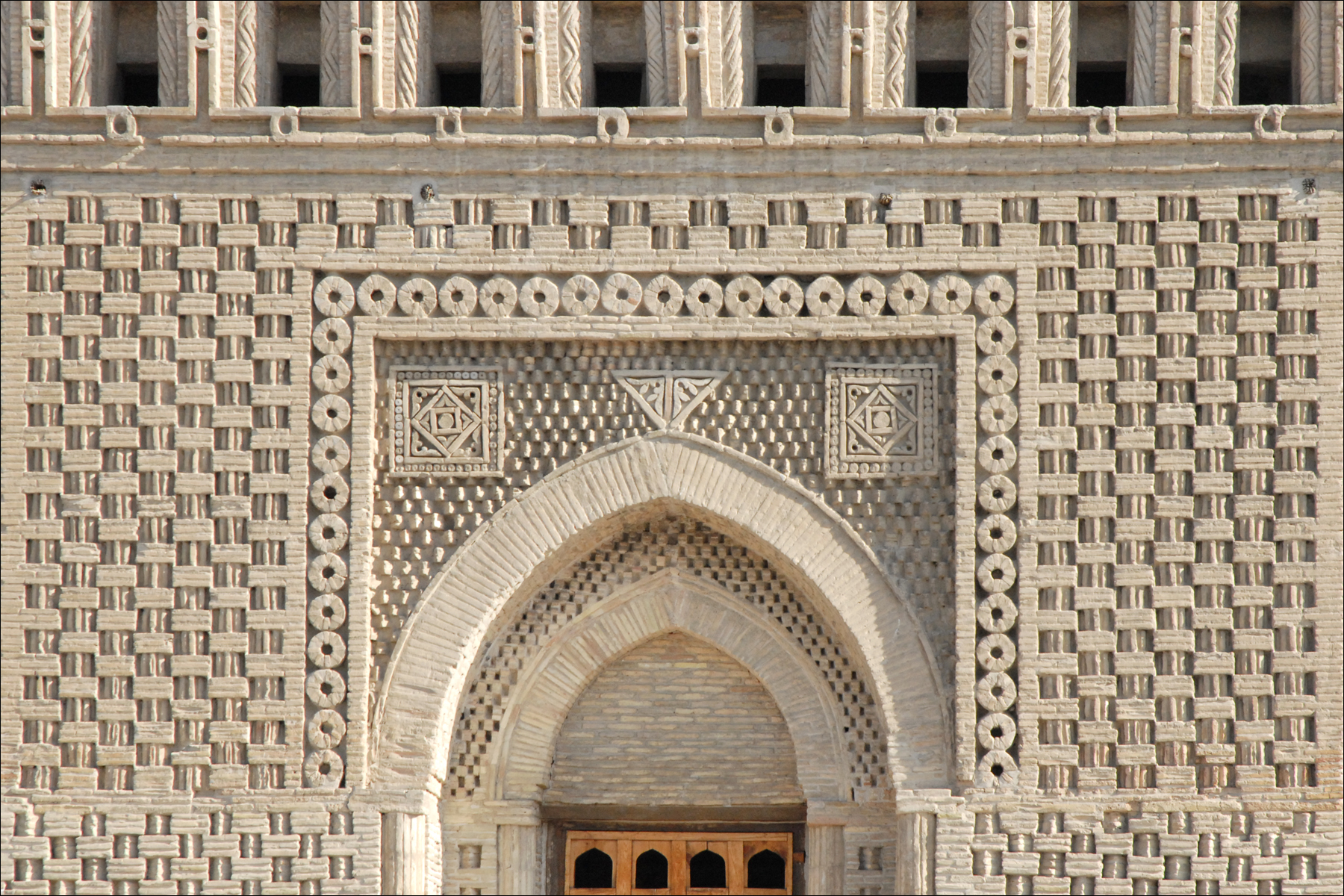
Detall d'una de les portes
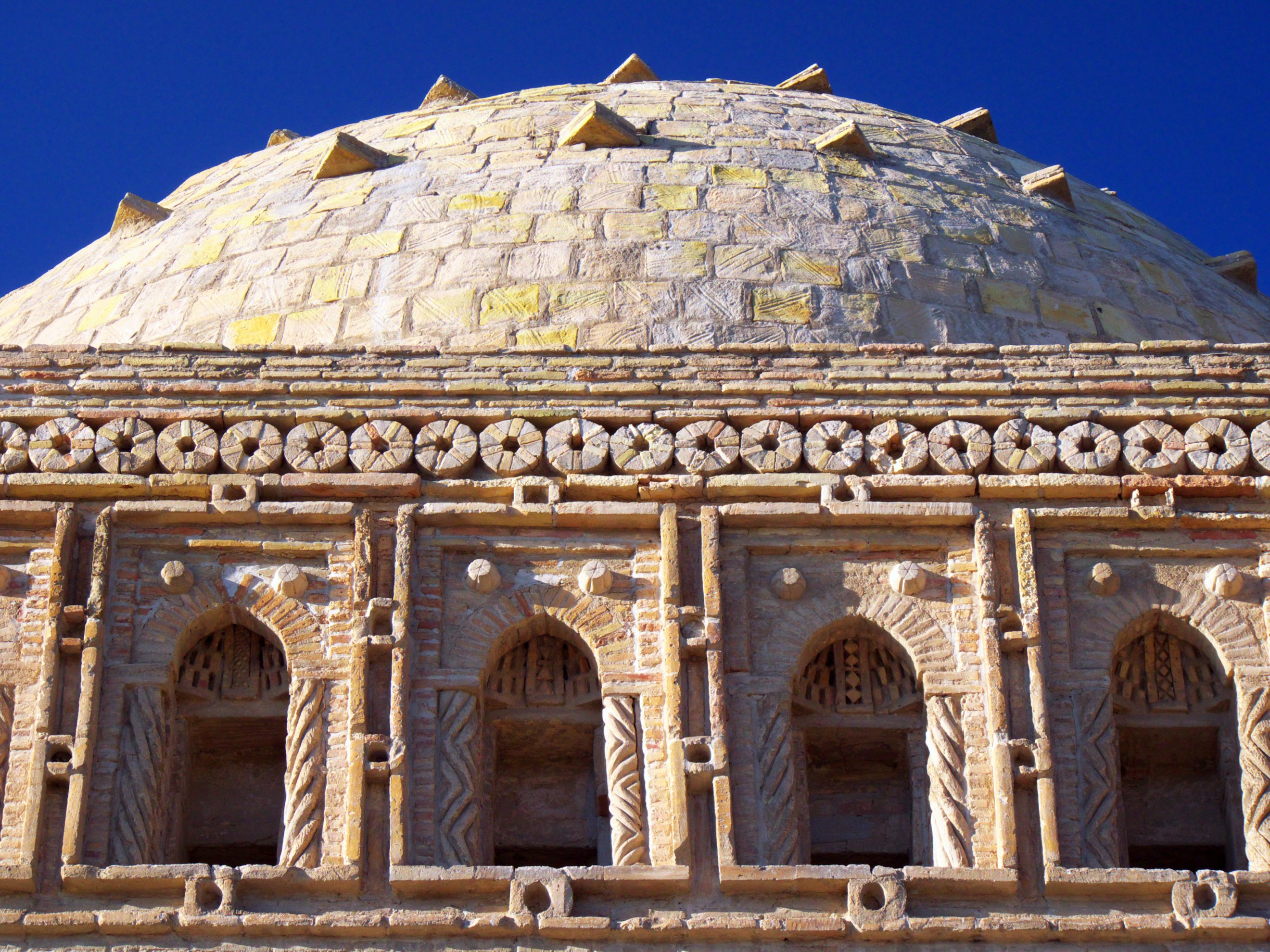
Galeria superior
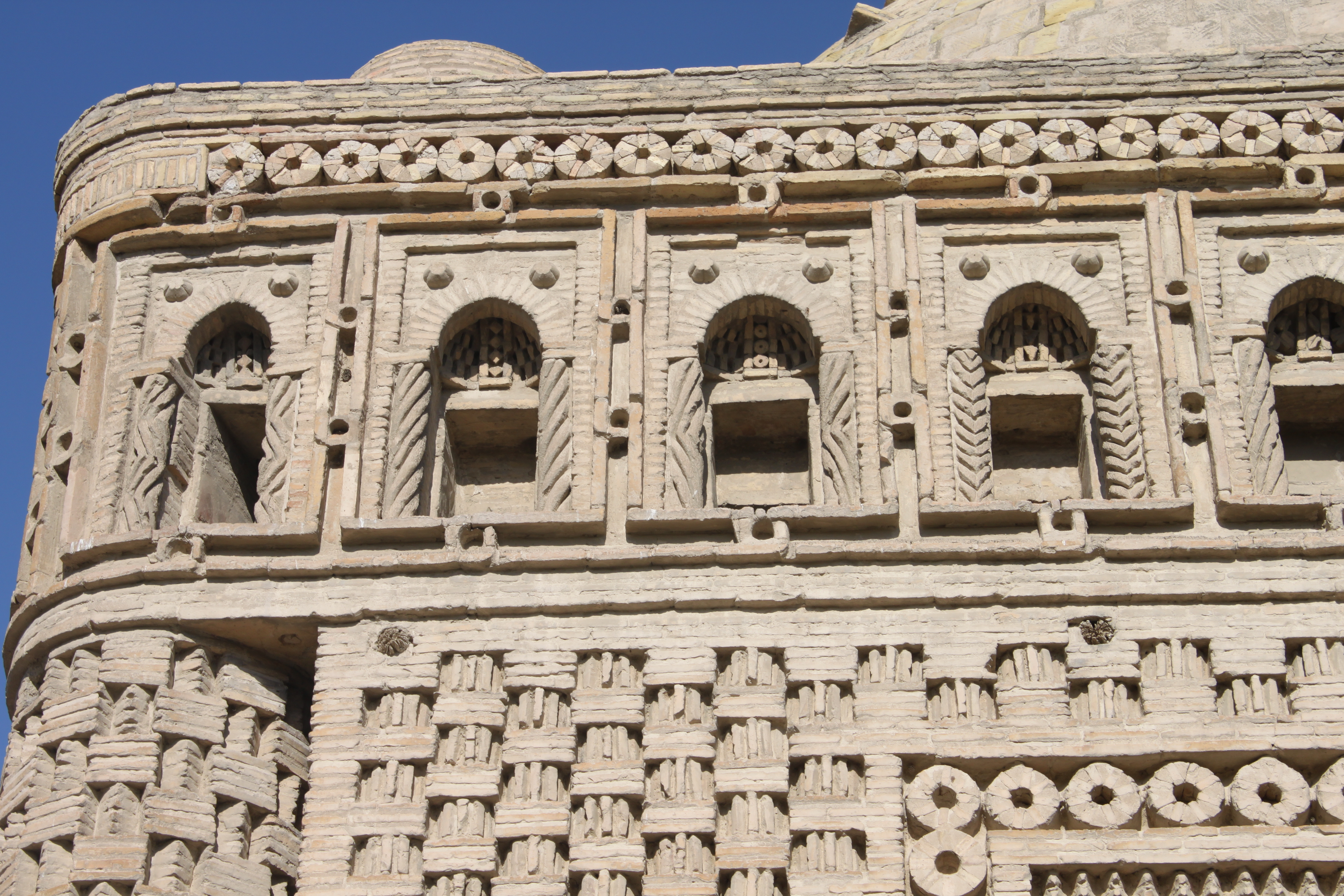
Detall de cantonada
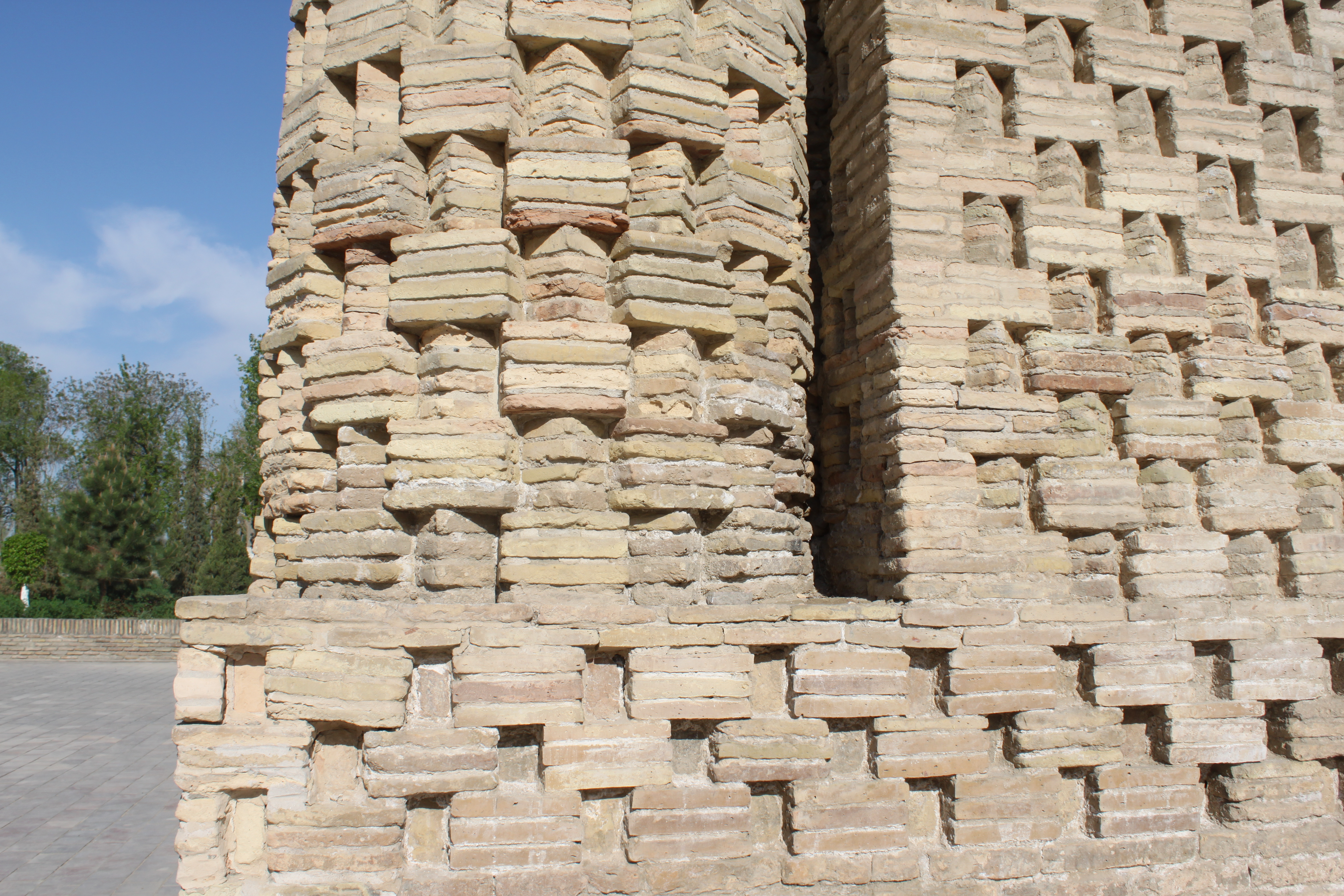
Arrencada de cantonades

Detalls de l'interior
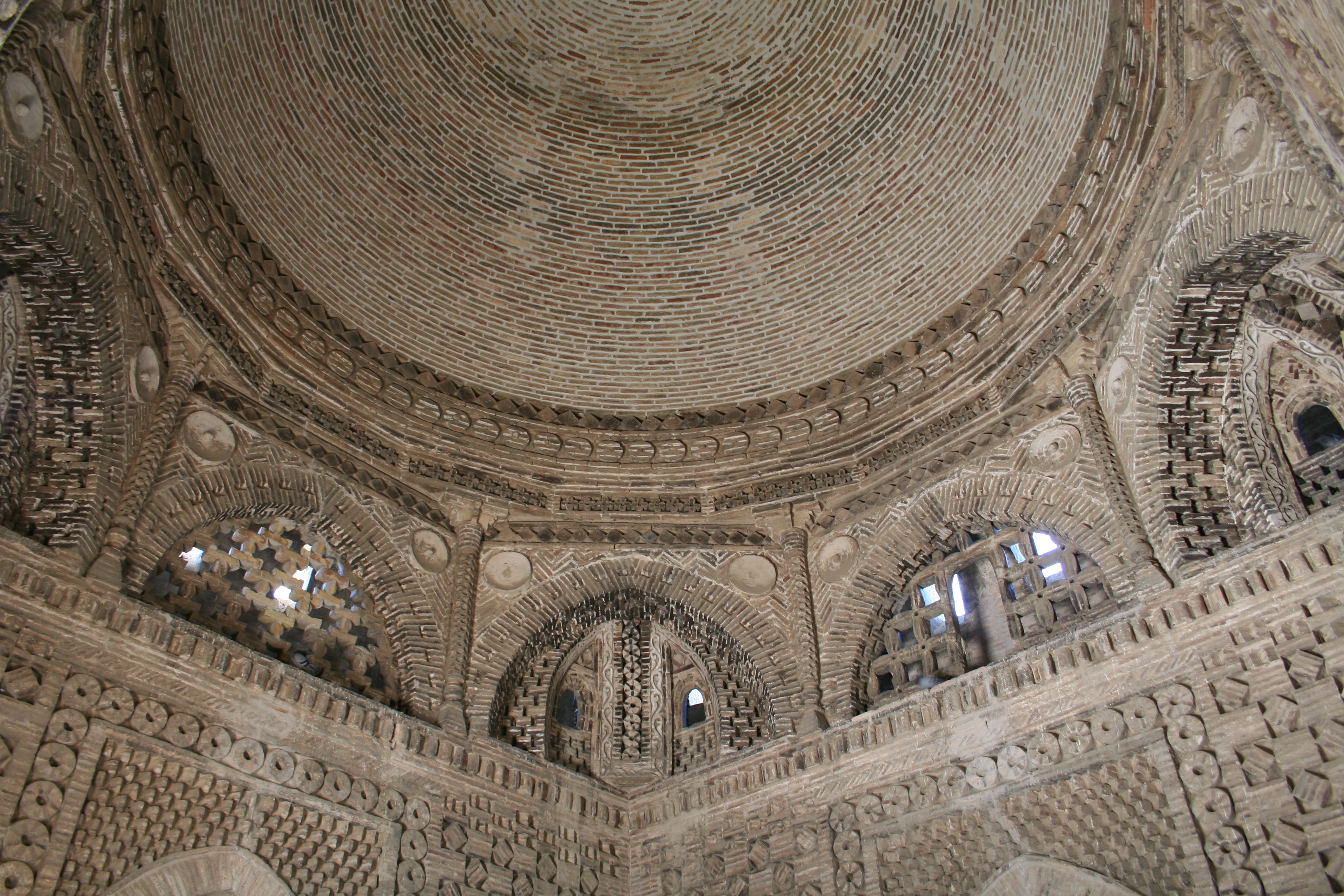
Cúpula interior
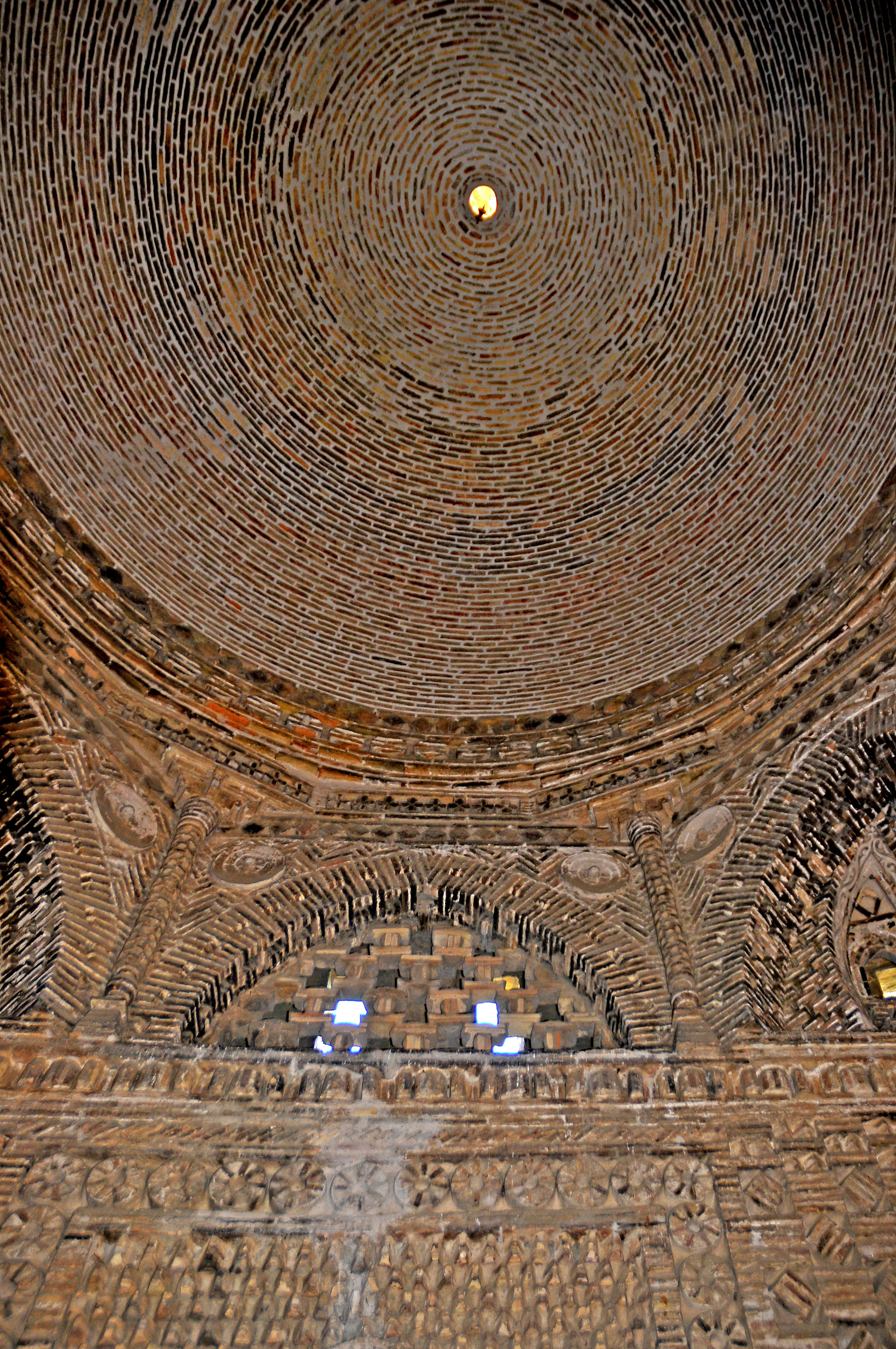
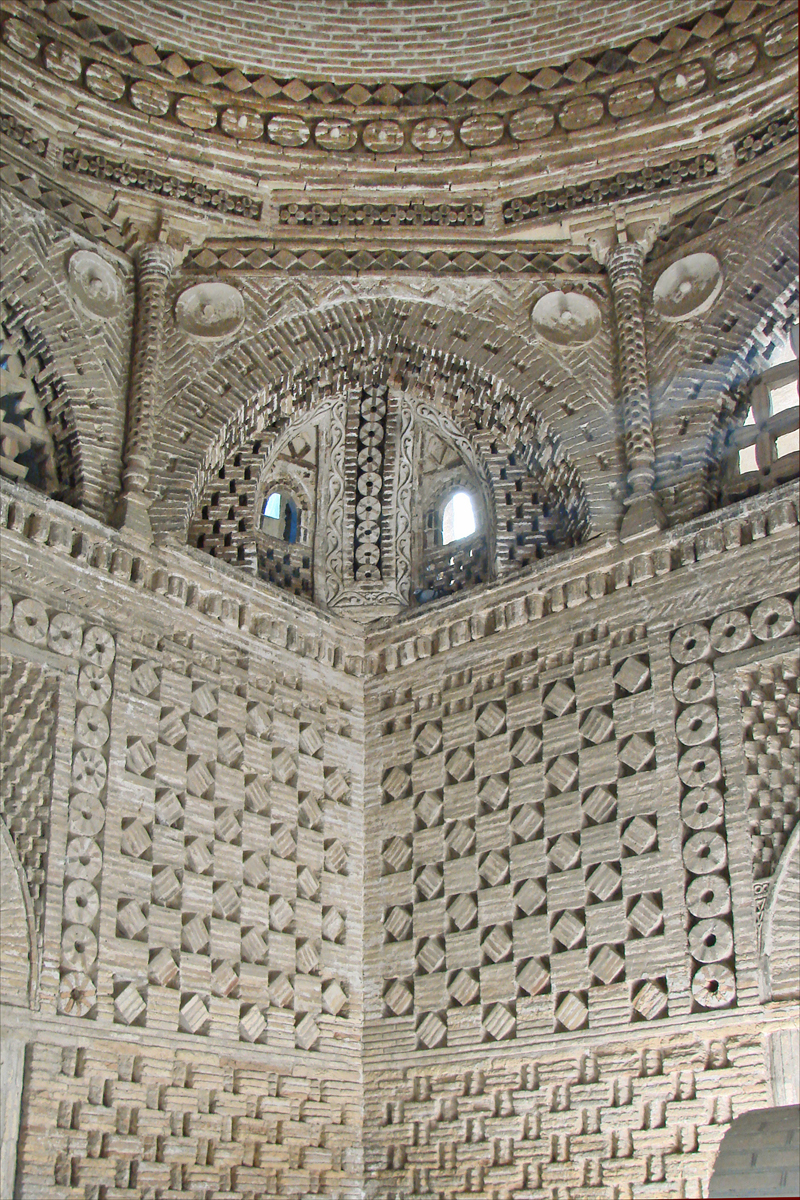
Detall d'una de les trompes
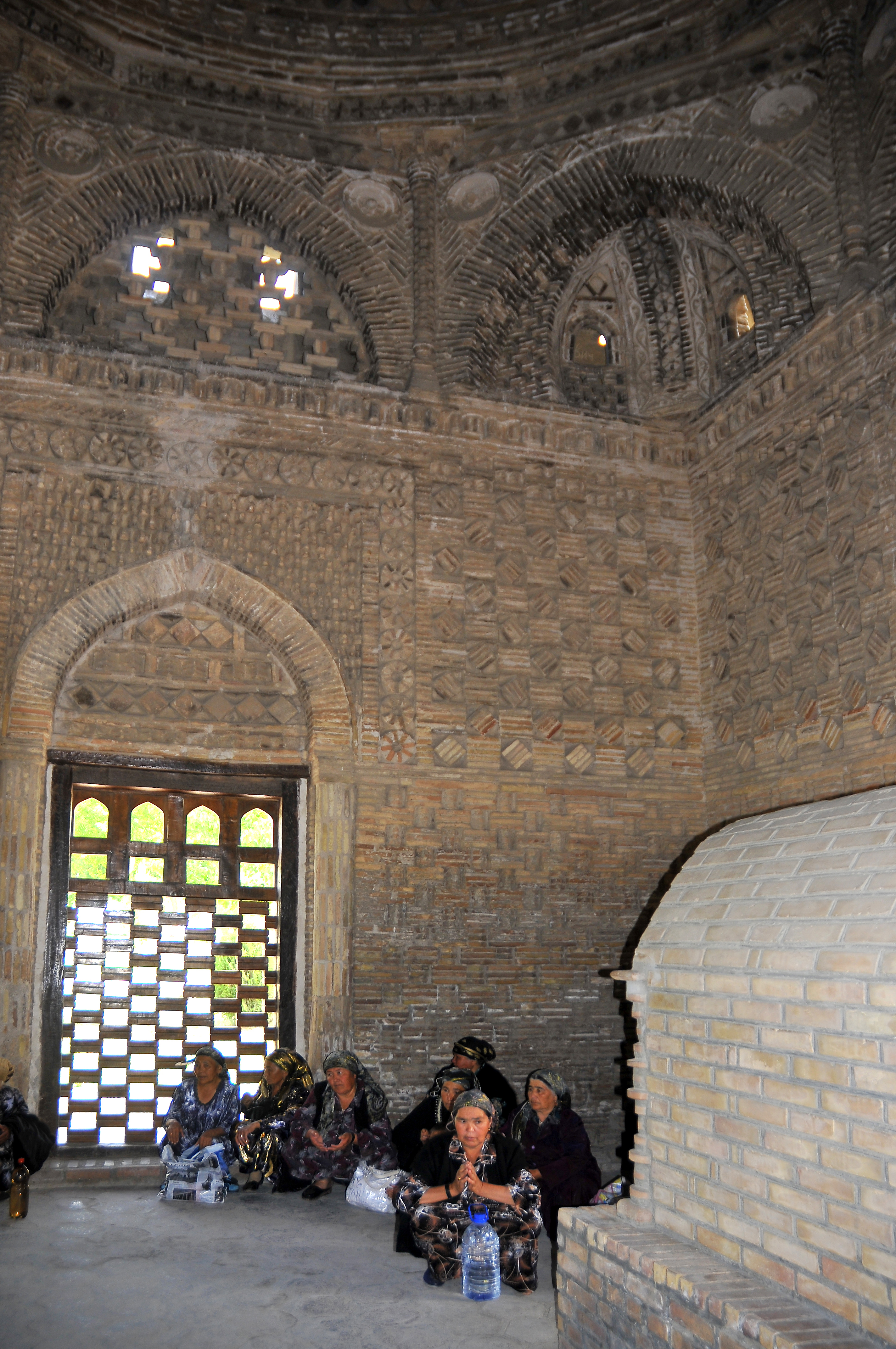
Vista interior

## Influència en l'arquitectura posterior
El Mausoleu Mazar-e-Qaid, del fundador del Pakistan, Muhammad Ali Jinnah, imita aquest santuari samànida.